# 1000-km-Rennen von Fuji 1985

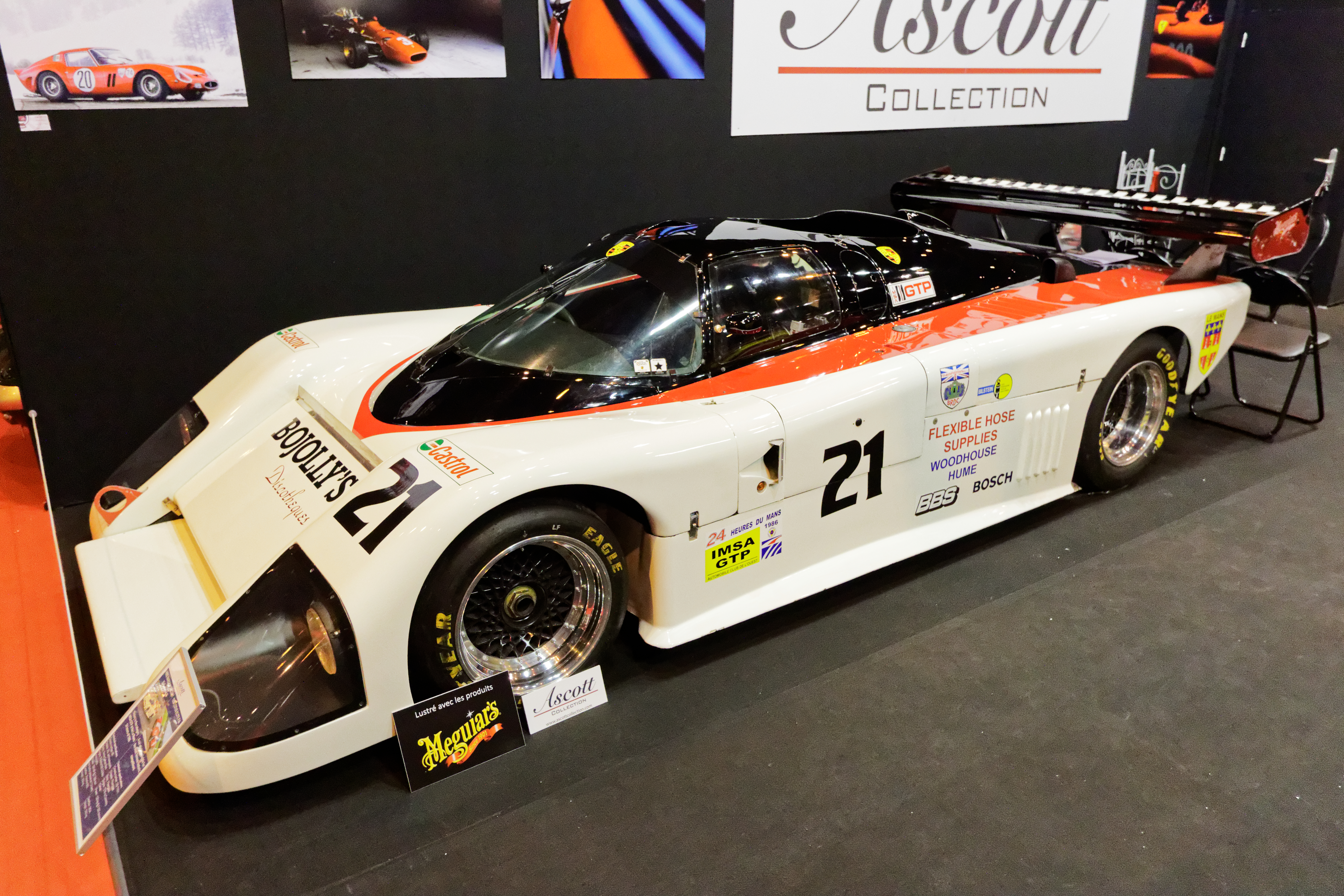
Siegerwagenmodell March 85G

Das 1000-km-Rennen von Fuji 1985, auch  WEC Japan, 1985 World Endurance Championship in Japan, Fuji Speedway, fand am 6. Oktober auf dem Fuji Speedway statt und war der neunte Wertungslauf der Sportwagen-Weltmeisterschaft dieses Jahres.

## Das Rennen
Anhaltend starker Regen beeinflusste das Rennen und dessen Ausgang. Trotz der Kritik einiger Teamchefs, die mangelnde Sicherheit für Fahrer und Fahrzeuge fürchteten, wurde das Rennen bei strömendem Regen gestartet. Die Folge war der Rückzug aller internationalen Teams innerhalb der ersten elf Runden. Ab der zwölften Rennrunde befanden sich bei nachlassendem Regen nur mehr Fahrzeuge von japanischen Rennmannschaften auf der Bahn. Als nach knapp zwei Stunden Fahrzeit der Regen wieder stärker wurde, hatte der Veranstalter ein Einsehen und brach das Rennen ab. Der Gesamtsieg von Kazuyoshi Hoshino, Akira Hagiwara und Keiji Matsumoto im March 85G war das beste Ergebnis für March in der Geschichte der Sportwagen-Weltmeisterschaft. Der einzige Nichtjapaner auf dem Siegerpodest der ersten drei war der damals 23-jährige zweitplatzierte Italiener Emanuele Pirro.

## Ergebnisse

### Schlussklassement
| 1                  | C1  | 28  | Hoshino Racing                             | Kazuyoshi Hoshino Akira Hagiwara Keiji Matsumoto | March 85G             | 62 |
| 2                  | C1  | 12  | Panasport Japan                            | Osamu Nakako Emanuele Pirro Akio Morimoto        | LM 05C                | 61 |
| 3                  | C1  | 36  | Tom's                                      | Satoru Nakajima Masanori Sekiya                  | Tom's 85C             | 61 |
| 4                  | C1  | 45  | Auto Beaurex Motorsport                    | Naoki Nagasaka Taku Akaike                       | Tom's 85C             | 61 |
| 5                  | C1  | 50  | Hasemi Motorsport                          | Masahiro Hasemi Takao Wada                       | March 85G             | 60 |
| 6                  | C1  | 60  | Trust Racing Team                          | Vern Schuppan George Fouché Keiichi Suzuki       | Porsche 956           | 60 |
| 7                  | C1  | 35  | Misaki Speed                               | Toshio Suzuki Kaoru Hoshino Kiyoshi Misaki       | Tom's 85C             | 59 |
| 8                  | C1  | 30  | Central 20 Racing Team                     | Aguri Suzuki Haruhito Yanagida                   | Lola T810             | 59 |
| 9                  | C1  | 38  | Dome Motorsport                            | Geoff Lees Eje Elgh                              | Dome 85C              | 58 |
| 10                 | C1  | 37  | Team Ikuzawa                               | Tiff Needell James Weaver                        | Tom's 85C             | 57 |
| 11                 | GTU | 175 | Trust Racing Team                          | Mitsutake Koma Ryuusaku Hitomi                   | Toyota Celica RA 63   | 57 |
| 12                 | GTP | 172 | Top Fuel Racing                            | Norimasa Sakamoto Hironobu Tatsumi               | Mazda RX-7 855 SA-22S | 56 |
| 13                 | C1  | 57  | Rays Racing Division                       | Hitoshi Ogawa Tsunehisa Asai                     | Tom's 84C             | 56 |
| 14                 | C2  | 84  | Auto Beaurex Motorsport                    | Kazuo Mogi Toshio Motohashi                      | Lotec M1C             | 55 |
| 15                 | GTX | 174 | OZ Racing                                  | Kenji Seino Mutsuo Kazama                        | Mazda RX-7 254 SA-22S | 54 |
| 16                 | GTX | 173 | Mazda Sport Car Club                       | Iwao Sugai Mutsuo Kazama                         | Mazda RX-7 254 SA-22S | 50 |
| Ausgefallen        |     |     |                                            |                                                  |                       |    |
| 17                 | C2  | 96  | Mr S Racing Product                        | Syuuji Fujii Seiichi Sodeyama Tooru Sawada       | Mishima Auto 84C      | 51 |
| 18                 | C1  | 25  | Advan Sports Nova                          | Kunimitsu Takahashi Kenji Takahashi              | Porsche 962C          | 34 |
| 19                 | C2  | 100 | Bartlett Chevron Racing with Goodman Sound | Robin Smith Martin Birrane Kenneth Leim          | Chevron B62           | 11 |
| 20                 | C1  | 27  | From A Racing                              | Jirō Yoneyama Hideki Okada                       | Porsche 956           | 10 |
| 21                 | C2  | 98  | Roy Baker Promotion Forf                   | Roy Baker David Andrews                          | Tiga GC285            | 10 |
| 22                 | C1  | 7   | Newman Joest Racing                        | Paolo Barilla Louis Krages Marc Duez             | Porsche 956B          | 9  |
| 23                 | C1  | 14  | Richard Lloyd Racing with Porsche          | Kenny Acheson Johnny Dumfries                    | Porsche 956 GTi       | 9  |
| 24                 | C1  | 34  | Kreepy Krauly Racing                       | Anders Olofsson Costas Los Richard Cleare        | March 84G             | 9  |
| 25                 | C2  | 85  | Mazdaspeed                                 | Yoshimi Katayama Takashi Yorino                  | Mazda 737C            | 8  |
| 26                 | C2  | 86  | Mazdaspeed                                 | Yōjirō Terada Dave Kennedy                       | Mazda 737C            | 8  |
| 27                 | C1  | 33  | John Fitzpatrick Racing                    | Jo Gartner Michael Roe                           | Porsche 956B          | 6  |
| 28                 | C1  | 48  | Alpha Cubic Racing Team                    | Noritake Takahara Chiyomi Totani                 | Porsche 956B          | 6  |
| 29                 | C1  | 51  | TWR Jaguar                                 | Mike Thackwell John Nielsen                      | Jaguar XJR-6          | 4  |
| 30                 | C1  | 52  | TWR Jaguar                                 | Hans Heyer Steve Soper                           | Jaguar XJR-6          | 4  |
| 31                 | C1  | 24  | Cheetah Automobiles Schwitzerland          | Bernard de Dryver Laurent Ferrier                | Cheetah G604          | 3  |
| 32                 | C1  | 8   | Newman Joest Racing                        | Mauricio de Narváez Paul Belmondo Louis Krages   | Porsche 956           | 2  |
| 33                 | C1  | 1   | Rothmas Porsche                            | Jacky Ickx Jochen Mass                           | Porsche 962C          | 1  |
| 34                 | C1  | 2   | Rothmas Porsche                            | Derek Bell Hans-Joachim Stuck                    | Porsche 962C          | 1  |
| 35                 | C2  | 74  | Team Gebhardt                              | Frank Jelinski John Graham Stanley Dickens       | Gebhardt JC853        | 1  |
| Nicht gestartet    |     |     |                                            |                                                  |                       |    |
| 36                 | C1  | 47  | Garage Italya                              | Henri Pescarolo Lucio Cesario                    | Lancia LC2-84         | 1  |
| 37                 | C1  | 1T  | Rothmans Porsche                           | Jochen Mass Jacky Ickx                           | Porsche 956           | 2  |
| 38                 | C1  | 28T | Hoshino Racing                             | Kazuyoshi Hoshino                                | March 85G             | 3  |
| Nicht qualifiziert |     |     |                                            |                                                  |                       |    |
| 39                 | C2  | 99  | Roy Baker Promotion Forf                   | Bill Bean Roy Baker                              | Tiga GC284            | 4  |
| 40                 | GTU | 176 | Norikura Engineering                       | Yoshimasa Fujiwara Makio Nonaka Junichi Igura    | Nissan Silvia US12    | 5  |

1 zurückgezogen
2 Trainingswagen
3 Trainingswagen
4 nicht qualifiziert
5 nicht qualifiziert

### Nur in der Meldeliste
Hier finden sich Teams, Fahrer und Fahrzeuge, die ursprünglich für das Rennen gemeldet waren, aber aus den unterschiedlichsten Gründen daran nicht teilnahmen.
| Pos. | Klasse | Nr. | Team                    | Fahrer                                | Chassis             |
| ---- | ------ | --- | ----------------------- | ------------------------------------- | ------------------- |
| 41   | C1     | 10  | Kremer Porsche Racing   |                                       | Porsche 962C        |
| 42   | C1     | 11  | Kremer Porsche Racing   | Kees Kroesemeijer                     | Porsche 956         |
| 43   | C1     | 19  | Brun Motorsport         |                                       | Porsche 962C        |
| 44   | C1     | 55  | John Fitzpatrick Racing |                                       | Porsche 962C        |
| 45   | C1     | 61  | Sauber                  | John Nielsen Dieter Quester Max Welti | Sauber C8           |
| 46   | C2     | 70  | Spice Tiga              | Gordon Spice Ray Bellm                | Spice-Tiga GC85     |
| 47   | C2     | 80  | Carma F.F.              | Martino Finotto Carlo Facetti         | Alba AR6            |
| 48   | C2     | 82  | Griffo Autoracing       | Maurizio Gellini Pasquale Barberio    | Alba AR3            |
| 49   | GTU    | 177 |                         | Kimiya Iwanalaya Oneri Wenyapaimi     | Toyota Celica RA 63 |

### Klassensieger
| Klasse | Fahrer            | Fahrer           | Fahrer          | Fahrzeug              | Platzierung im Gesamtklassement |
| ------ | ----------------- | ---------------- | --------------- | --------------------- | ------------------------------- |
| C1     | Kazuyoshi Hoshino | Akira Hagiwara   | Keiji Matsumoto | March 85G             | Gesamtsieg                      |
| C2     | Kazuo Mogi        | Toshio Motohashi |                 | Lotec M1C             | Rang 14                         |
| GTP    | Norimasa Sakamoto | Hironobu Tatsumi |                 | Mazda RX-7 855 SA-22S | Rang 12                         |
| GTU    | Mitsutake Koma    | Ryuusaku Hitomi  |                 | Toyota Celica RA 63   | Rang 12                         |
| GTX    | Kenji Seino       | Mutsuo Kazama    |                 | Mazda RX-7 254 SA-22S | Rang 15                         |

### Renndaten
- Gemeldet: 49
- Gestartet: 40
- Gewertet: 16
- Rennklassen: 5
- Zuschauer: 83.100
- Wetter am Renntag: starker Regen
- Streckenlänge: 4,410 km
- Fahrzeit des Siegerteams: 2:01:10,790 Stunden
- Gesamtrunden des Siegerteams: 62
- Gesamtdistanz des Siegerteams: 273,420 km
- Siegerschnitt: 135,379 km/h
- Pole Position: Hans-Joachim Stuck – Porsche 962C (#2) – 1:15,920 = 209,124 km/h
- Schnellste Rennrunde: unbekannt
- Rennserie: 9. Lauf zur Sportwagen-Weltmeisterschaft 1985